# 拉德尔希斯一世
拉德尔希斯一世（義大利語：Radelchi I，– 851年）是贝内文托公国的财政大臣，839年在贝内文托的西卡德（Sicard of Benevento）被刺杀（可能由拉德尔希斯一世指使），及其兄弟西康努夫（Siconulf）被关押后成为贝内文托亲王。在拉德尔希斯一世在位期间，贝内文托公国发生分裂。
根据《卡西诺山圣本笃记事》（拉丁文：Chronica Sancti Benedicti Casinensis）的记载，西卡德的一位盟友，卡普阿领主兰多夫一世（Landulf I of Capua）释放了被囚禁的西康努夫，并且在萨莱诺的道费里迪家族（Dauferidi）首领瓜伊弗（Guaifer of Salerno）的帮助下将西康努夫带领至萨莱诺，西康努夫在此地称亲王以对抗拉德尔希斯一世，这引发了一场持续十多年的内战。
841年，如同4年前那不勒斯的安德鲁二世（Andrew II of Naples）所作的那样，拉德尔希斯一世引进萨拉森人雇佣兵来帮助自己。这些萨拉森人洗劫了卡普阿，迫使兰多夫一世在貝羅那的特来弗里斯克山（Triflisco）附近建立了一个新的首都。西康努夫也雇佣萨拉森人来应对。这两位地方统治者及其萨拉森人雇佣兵所造成的破坏让北部的意大利国王路易二世（Louis II）非常头疼，这使得他在850年登基成为共治国王之后立即赶往意大利南部。851年，他勒令拉德尔希斯一世与西康努夫达成和平，并将萨拉森人雇佣兵驱逐出贝内文托（这些雇佣兵来自巴里酋长国，拉德尔希斯一世高兴地将他们出卖）。同时路易二世永久地将贝内文托公国分裂。拉德尔希斯一世于不久后去世，由他的儿子拉德尔加（Radelgar of Benevento）继承亲王头衔。